# Allonotus politus
Allonotus politus là một loài tò vò trong họ Ichneumonidae.